# Nicola Heusch
Nicola Heusch (Calci, 5 marzo 1837 – Bari, 11 aprile 1902) è stato un generale italiano, che partecipò come ufficiale alla seconda e terza guerra d'indipendenza italiana. Divenuto maggior generale fu protagonista della repressione dei moti di Lunigiana del 1894, e divenuto tenente generale partecipò al tribunale militare che giudicò l'operato del generale Oreste Baratieri nella battaglia di Adua. Ispettore del corpo degli alpini, nel 1898 fu nominato Prefetto di Firenze e si distinse nella repressione dei moti popolari del mese di maggio. Terminò la sua carriera militare coma comandante dell'XI Corpo d'armata di Bari. Insignito della croce di commendatore dell'Ordine militare di Savoia.

## Biografia
Nacque a Calci, nei pressi di Pisa, il 5 marzo 1837, figlio di Gioacchino, ufficiale di carriera dell'esercito del Granducato di Toscana, e di Carolina Pieri. Non aveva ancora compiuto diciotto anni quando intraprese la carriera militare nelle truppe dell'esercito granducale, assegnato il 13 gennaio 1855 al battaglione veliti. Nominato cadetto nel I Battaglione fanteria di linea il 28 marzo, fu promosso in rapida successione sergente onorario e poi sergente maggiore. Trasferito al IX Battaglione fu promosso sottotenente con decreto granducale del 28 luglio 1857. Il 9 aprile 1858 divenne aiutante maggiore del battaglione, venendo promosso tenente il 13 maggio 1859, e dopo la caduta del governo del Granducato si trasferì in Lombardia e in Emilia con il 1º Reggimento fanteria, in forza nella Divisione "Toscana".
Rientrato in sede, il 2 marzo 1860 fu trasferito dal 1º Reggimento fanteria toscano, ridenominato 29º Reggimento fanteria, al Regio Liceo militare di Firenze in qualità di ufficiale di governo. Ricoprì questo incarico per pochissimo tempo, in quanto assegnato subito in servizio nell'Armata sarda il 19 maggio, e promosso capitano fu assegnato al 18º Reggimento fanteria. Divenuto capitano in prima il 30 maggio 1862 passò in servizio al 69º Reggimento fanteria, del quale divenne aiutante maggiore in prima dal luglio 1864.  Con quel reggimento partecipò nel 1866 alla terza guerra d'indipendenza italiana che portò alla liberazione del Veneto.
Il 28 agosto 1870 fu promosso maggiore e, assegnato al 26º Reggimento fanteria, a partire dal 27 ottobre 1872, assunse il comando del I Battaglione di istruzione. Tenente colonnello dal 15 luglio 1877, divenne colonnello il 1º dicembre 1881 assumendo nel contempo il comando del 71º Reggimento fanteria. Il 13 ottobre 1882 assunse il comando dell'appena costituito 6º Reggimento alpini di stanza a Conegliano Veneto, e il 29 giugno 1884 ottenne quello del 4º Reggimento alpini che conservò fino alla promozione a colonnello brigadiere avvenuta l'11 ottobre 1888.
Posto al comando della Brigata Cagliari entrò anche a far parte della Commissione per lo studio delle armi portatili del Regio Esercito. Divenuto maggiore generale il 4 novembre 1889, restò al comando della "Cagliari" fino all'11 dicembre 1892, quando fu nominato Ispettore del corpo degli alpini. Il 16 gennaio 1894 fu inviato come commissario straordinario con pieni poteri per la provincia di Massa-Carrara per sedare i disordini scoppiati in Lunigiana. Il suo arrivo coincise con la fine dei moti e l'inizio della repressione, con circa 600 arresti, soprattutto tra anarchici e socialisti, e i relativi processi davanti ai tribunali militari. Decorato con la Croce di Commendatore dell'Ordine militare di Savoia e la promozione a tenente generale il 5 febbraio 1895, fu mandato al comando di una divisione in Eritrea, arrivandovi però dopo la tragica sconfitta della battaglia di Adua. Dopo l'arresto del generale Oreste Baratieri, avvenuto a la Asmara il 21 marzo 1897, fu membro del Tribunale militare che lo sottopose a processo. Il tribunale militare era presieduto da tenente generale Luchino Del Mayno,  e gli altri membri erano i maggiori generali Filippo Gazzurelli, Tommaso Valles e Luigi Bisesti, giudice supplente il maggior generale Pistoia, segretario il capitano Riberi. La difesa dell'imputato era affidata al capitano del genio delle truppe d'Africa Ernesto Cantoni.
Ritornato in Italia il 1º gennaio 1897 assunse il comando della Divisione militare territoriale di Livorno (16ª). Si trovava in Toscana quando all'inizio del maggio del 1898 si verificarono disordini, con morti e feriti, in diversi centri della regione, a Figline Valdarno, Livorno, Sesto Fiorentino, Firenze e Pisa.
Il giorno 9 dello stesso mese fu nominato regio commissario straordinario per l'ordine pubblico nelle province di Firenze e Livorno, con facoltà di estendere lo stato di assedio anche alle altre province comprese nel territorio dell'VIII Corpo d'armata, cosa che fece il successivo giorno, 10 gennaio. Seguirono alcune decine di arresti e di processi tenutesi davanti ai tribunali militari furono soppresse le testate giornalistiche socialiste e repubblicane e sciolte le camere del lavoro e le associazioni che erano riconducibili ai partiti di sinistra. Seguendo le direttive politiche del governo, e sollecitazione dei moderati toscani, il 25 maggio sciolse anche i circoli cattolici di Firenze e diede libertà di fare la stessa cosa ai prefetti delle altre province Il 6 giugno sciolse il comitato regionale dell'Opera dei congressi e soppresse alcuni giornali cattolici.
A causa dalla scomparsa prematura del suo successore dovette ritornare a Roma per riassumere la carica di Ispettore degli alpini, e il 16 febbraio 1902 assunse il comando dell'XI Corpo d'armata di Bari, che mantenne per breve tempo, in quanto si spense in quella città l'11 aprile successivo.

### Annotazioni
1. ↑  Durante il periodo trascorso a Firenze aveva sposato la signorina Antonietta Dumas.
2. ↑  In uno di questi venne condannato anche il deputato socialista Giuseppe Pescetti.
3. ↑  Il tenente generale Heusch reggeva a partire dal 15 maggio la prefettura di Firenze, dirigendola sino al 18 giugno quando sarebbe stato sostituito dal generale Antonio Baldissera.
4. ↑  Dopo la sua morte fu nominato comandante dell'XI Corpo d'armata il tenente generale Mario Lamberti.

### Fonti
1. 1 2 3 4 5  Noi Alpini.
2. 1 2 3 4 5 6 7 8 9 10 11 12 13 14  http://www.treccani.it/enciclopedia/nicola-heusch_(Dizionario-Biografico)
3. ↑   Calendario generale del Regno d'Italia, 1889,  p. 968. URL consultato il 12 marzo 2021.
4. ↑   Atti parlamentari, Volume 1, 1894,  p. 28. URL consultato il 12 marzo 2021.
5. ↑   Calendario generale del Regno d'Italia, 1900,  p. 63. URL consultato il 12 marzo 2021.
6. ↑  Gazzetta Ufficiale del Regno d'Italia n.35 dell'11 febbraio 1895, pag.724.
7. ↑  Patricelli 2018, p. 234.
8. 1 2  Patricelli 2018, p. 235.
9. ↑   Annuario militare del Regno d'Italia, 1898,  p. 255. URL consultato il 12 marzo 2021.
10. ↑  Pignotti 2003, p. 77.
11. ↑  Ordine militare d'Italia sul sito della Presidenza della Repubblica
12. ↑  Gazzetta Ufficiale del Regno d'Italia n.176 del 27 luglio 1894, pag.3645.
13. ↑   Bollettino ufficiale delle nomine, promozioni e destinazioni negli uffiziali, 1901,  p. 734. URL consultato il 12 marzo 2021.